# 早田氏冬青
早田氏冬青（学名：Ilex hayataiana）是冬青科冬青属的植物。分布在琉球群岛、台灣本島等地，生长于海拔2,300米至3,000米的地区，常生于林中，目前已由人工引种栽培。以日本植物学家早田文藏的名字命名。